# 33e régiment d'infanterie légère
Pour les articles homonymes, voir 33e régiment.
Le 33e régiment d'infanterie légère (33e léger) est un régiment d'infanterie légère de l'armée française créé sous le Premier Empire en 1810 à partir d'unités hollandaises. Il est dissous en 1814.

## Création et différentes dénominations
- septembre 1808 : création du 33e régiment d'infanterie légère en Espagne (mise sur pied douteuse)
- mars 1809 : dissolution
- août 1810 : création du 33e régiment d'infanterie légère
- mai 1814 : dissolution

## Chefs de corps
- 1810 : Henri Jean Baptiste de Marguerye

## Historique

### Régiment en Espagne
Un premier 33e régiment d'infanterie légère est formé, à Mont-de-Marsan, en juillet ou septembre 1808, avec les 7e et 8e régiments provisoire de l'armée d'Espagne. Ce premier 33e régiment léger, dont l'effectivité de la mise sur pied est douteuse, est dissous en mars 1809 et ses éléments intègrent d'autres régiments d'infanterie légère de l'armée d’Espagne.

### Régiment d'origine hollandaise
Le 33e régiment d'infanterie légère est formé après annexiation du Royaume de Hollande en août 1810, avec les deux bataillons du 1er régiment de chasseurs (Jägers) et le 1er bataillon du 6e régiment d'infanterie de ligne hollandais. En 1811 le deuxième 33e régiment léger se prepare pour joindre le 1er corps de la Grande Armée pendant la campagne de Russie.
Le 10 mai 1811, la plupart des "conscrits" se trouvaient à Groningue, où tous les appelés du Nord des Pays-Bas étaient rassemblés. Les soldats quittèrent Emden le 25 juillet et, après avoir traversé Oldenburg, Brême, Hanovre et Brunswick, ils atteignirent Magdebourg en seize jours, le 9 août. Ils furent logés chez des particuliers, répartis en groupes de six à huit hommes à travers la ville. Le 20 octobre ils quittèrent Magdebourg et atteignirent Stettin après dix jours de marche. Le 7 mars 1812, les quatre bataillons de campagne du 33e RLI quittèrent Stettin. Les 19 et 20 juin, ils séjournèrent deux jours à Insterburg, où Napoléon assista à leur parade. Ensuite, ils marchèrent vers le Niémen, qu'ils atteignirent le 23 juin 1812.

## Campagne de Russie

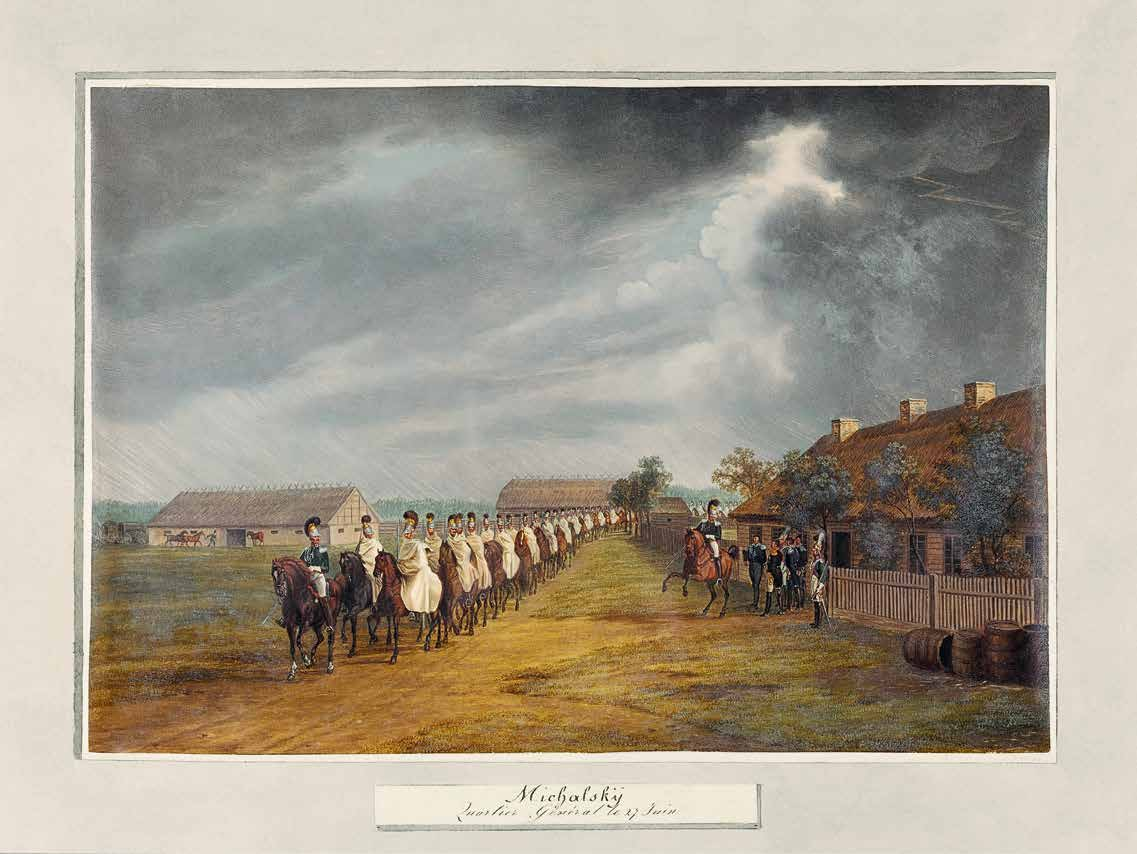
Ciel lourd à Mykoliškiai, près Jonava (27 juin 1812)

Durant le début de la campagne de Russie, le 33e régiment d’infanterie légère fut confronté à des conditions météorologiques extrêmes : d’abord une chaleur accablante, puis des pluies torrentielles qui rendirent les routes impraticables, engloutissant canons et chevaux dans la boue. Entre 15.000 et 18.000 chevaux furent perdus. La Grande Armée perdit 50.000 hommes en deux jours à cause de l’épuisement et du manque de ravitaillement. Certains régiments avaient déjà perdu 40 % de leurs effectifs avant même d’engager le combat. De nombreux soldats errèrent à la recherche de nourriture, se perdant dans les forêts et marais faute de cartes. La sous-alimentation et les maladies (poux, diarrhée, typhus, dysenterie) se multiplièrent. La tactique russe de la terre brûlée laissa peu de ressources : villages détruits, réserves de blé incendiées, puits empoisonnés, absence de foin et de paille. Le ravitaillement venant de Pologne et de Prusse-Orientale était bloqué, il n’y avait ni sel, ni pain, et le blé était encore vert.

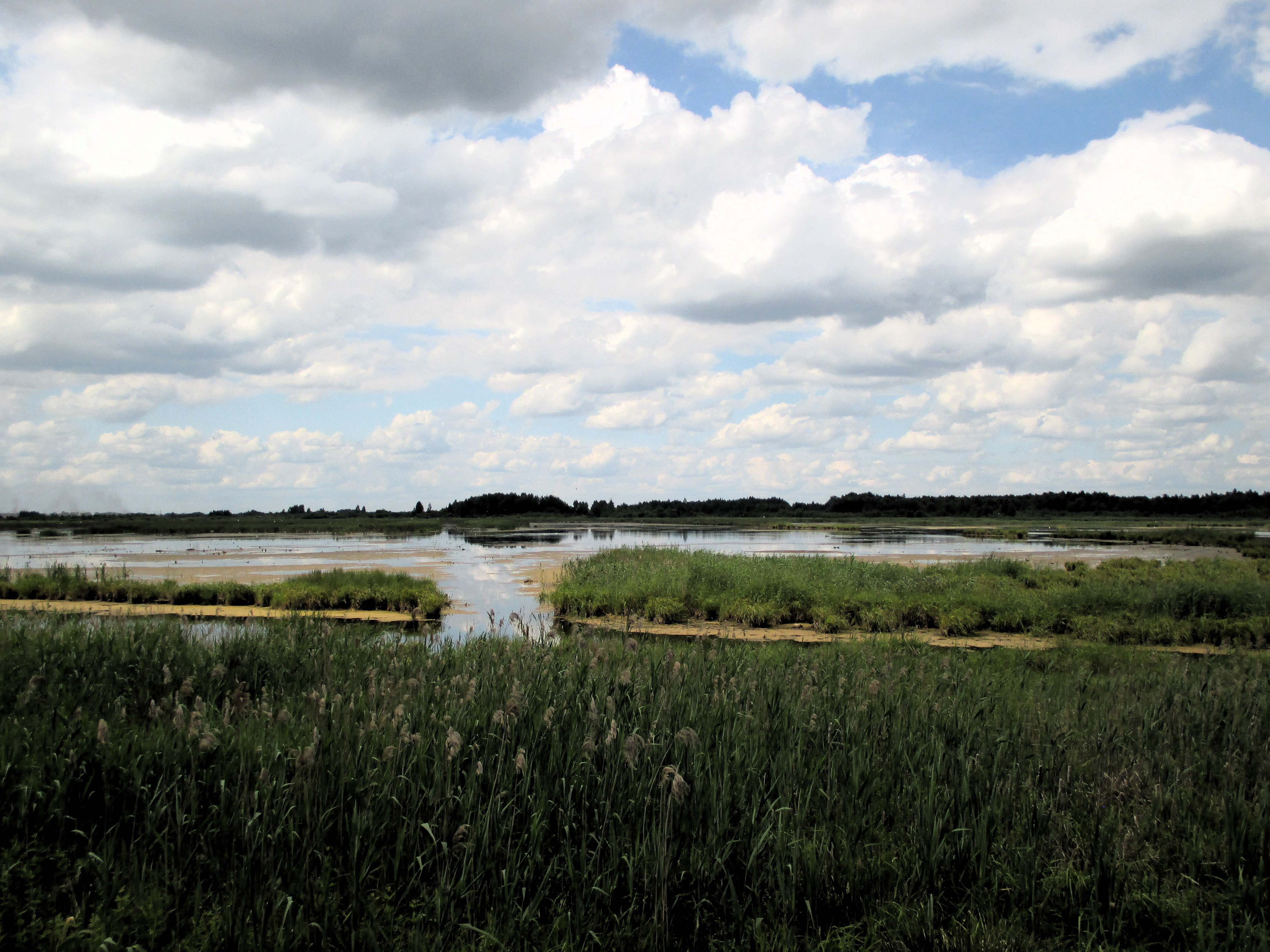
Marais près de Lida

Début juillet, la pluie reprit. Le 33e régiment avait perdu environ 900 hommes juste après avoir franchi la frontière (dans les marais autour de Lida), soit à cause de l'épuisement, de la maladie, du manque de nourriture, du suicide, soit en pillant les villages sous prétexte de rechercher le 1er corps d’armée. Jean-François Boulart rapporta :

« "Puis, le 29 juin, éclata une tempête soudaine, effroyable et extraordinaire ; un ouragan d’une violence inouïe, dont on n’avait pas de mémoire d’un pareil. Le tonnerre et les éclairs éclatèrent de toutes parts à l’horizon ; des soldats furent foudroyés ; des torrents de pluie inondèrent les bivouacs, et l’averse dura toute la journée suivante." »

Selon H.P. Everts, adjudant-major, le régiment avait parcouru 480 km depuis Vilnius, vu peu de pain en un mois et survécu uniquement avec de la soupe.

### Minsk

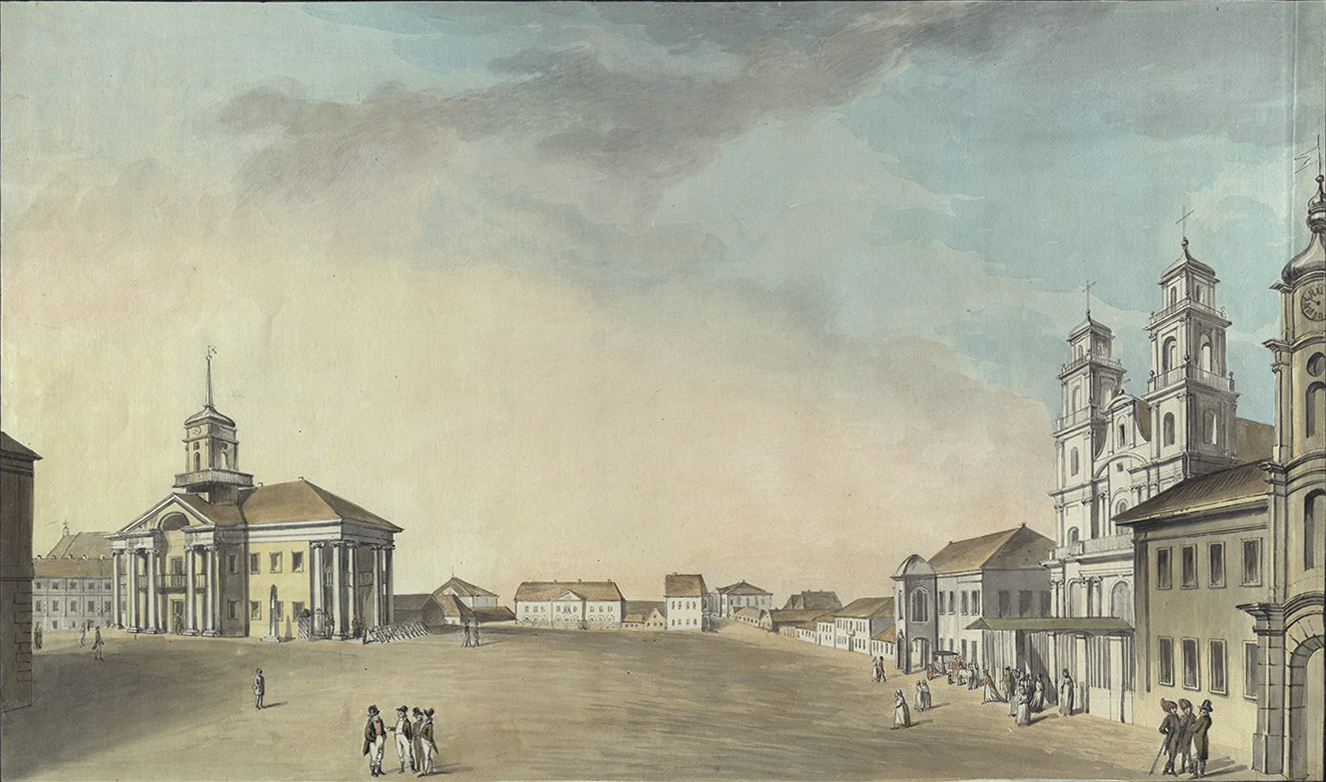
Vue de la grande place de Minsk (J. Pieška, 1800)

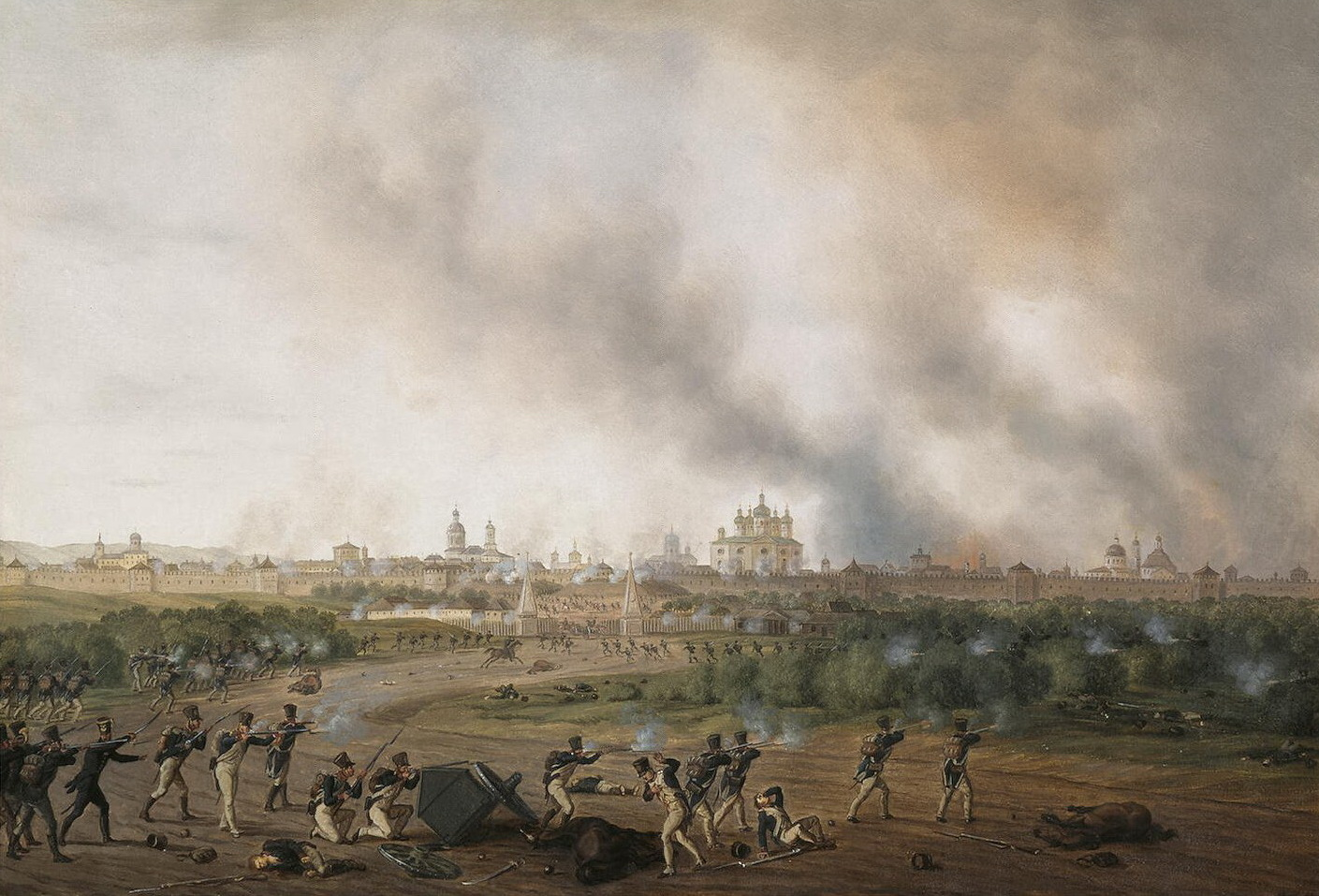
Battle of Smolensk on 18 August 1812

Le 8 juillet, Davout arriva à Minsk avec une partie de son corps et prit la ville avant Pyotr Bagration. Le 33e régiment y arriva le samedi soir 11 juillet sous le commandement du lieutenant-colonel François la Serre, le chef de bataillon, et du général De Bordesoulle après quatre marches forcées épuisantes, couvrant 120 km. Ils avaient marché jour et nuit, et les soldats étaient exténués. Au lieu d’environ 3.280 hommes, seulement 2.530 atteignirent la ville. Lorsque Davout constata l’état des compagnies, il entra dans une colère noire : à peine cinquante hommes étaient arrivés.
Le 12 juillet, après la messe et lors du défilé devant la cathédrale, il menaça d’exécuter un homme sur dix pour pillage. Humilié, le régiment ne fut pas autorisé à entrer en ville et dut bivouaquer sans abri ni ravitaillement. Davout le fit défiler la crosse en l'air devant tout le corps pour le sanctionner de son indiscipline. Joseph Barbanègre, chargé de la logistique, et le Polonais Mikołaj Oppeln-Bronikowski, nommé gouverneur du district, restèrent sur place, ainsi que le 1er et le 4e bataillon du 33e régiment.
Everts reçut l’ordre de Bronikowski de rechercher, avec ses bataillons et la cavalerie polonaise, les milliers de soldats égarés et pillards. Le premier jour, 500 soldats furent ramenés, traduits devant le conseil de guerre le soir même et certains furent exécutés sur place.  Le 31 juillet, Napoléon suggéra de réorganiser le régiment. 
Everts et ses hommes quittèrent Minsk le 18 août, restèrent à Smalyavichy pendant plusieurs jours et se dirigèrent vers le sud. Ils se sont ralliés avec le reste du 1er bataillon, qui a réussi à s'échapper après une bataille avec les Cosaques à Sloutsk.  Puis il a déménagé à Hlousk. A proximité se trouvait le général russe Fyodor Ertell avec 15 000 hommes. Dans la ville, il rencontra le général polonais Jean-Henri Dombrowski avec ses Lanciers polonais. Puis ont déménagé à Bobruisk, Krasnoi et Smolensk.
Le 21 août 1812, l’Empereur écrivit depuis Smolensk à Berthier : « J’approuve que les deux bataillons du 33e fassent halte, un bataillon à Orcha et un à Doubrowna, pour former la garnison de ces deux places, jusqu’à ce que la situation de ce côté soit entièrement connue ». Deux jours plus tard suivit l’ordre : « Donnez l’ordre aux deux bataillons du 33e, qui se trouvent à Orcha, de se rendre à Smolensk ». Le lendemain, il réitéra cet ordre au maréchal Davout. 
Selon la correspondance impériale, le 33e régiment d’infanterie légère n’arriva à Smolensk que le 30 août 1812 et ne participa donc pas directement aux combats des 16–18 août. Les 2e et 3e bataillons, partis de Vitebsk, atteignirent Smolensk autour du 30–31 août, avant de poursuivre vers Moscou le 9 septembre. Les 1er et 4e bataillons, initialement à Minsk, reçurent l’ordre le 9 septembre de marcher sur Smolensk ; regroupés le 18 septembre, ils n’y arrivèrent que le 13 octobre. Sabron mentionne qu'aucun bataillon du 33e régiment n'a pris part à la bataille de Borodino.

### Moscou

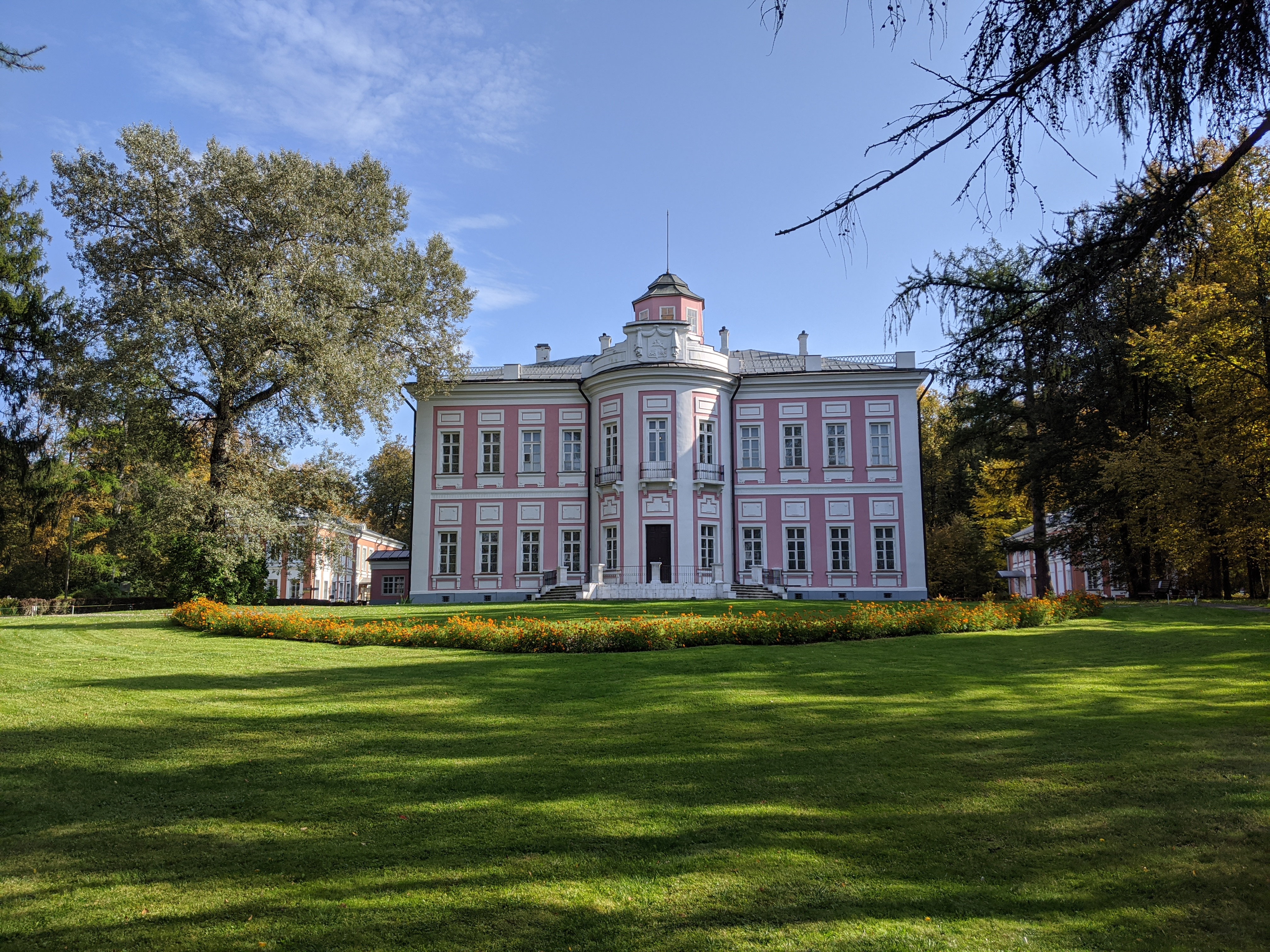
Manoir de Galitzine

Comme ils étaient "quotidiennement dérangés par de nombreuses pulques de Cosaques", Napoléon ordonna de nettoyer la région et de chercher du fourrage avec l'aide de J.F.W. Veeren et un escadron volant néerlandais, deux bataillons  du 33e Régiment d'infanterie légère. Le 28 septembre 3e bataillon sous Schuurman a été attaqué par 200 paysans armés de lances chez Bolchie Viaziomy le manoir de la Boris Galitzine. Après qu'un important stock de vivres eut été saisi et chargé sur 26 chariots, ils furent poursuivis par des Cosaques, qui réussirent à en faire exploser 15,. Schuurman affronta 40 Cosaques avec 300 hommes; il a perdu 100 hommes, tués et blessés. Le 6 octobre, Napoléon ordonna que tous les hommes disponibles du 4e bataillon soient transférés au 1er bataillon et que l'état-major du 4e Bataillon soit renvoyé caserne en Givet pour accueillir de nouveaux conscrits. Le 7 novembre, Everts était à Dorogobouj pour s'unir à 2e et 3e bataillons qui était sur le chemin du retour.

### Krasnoï

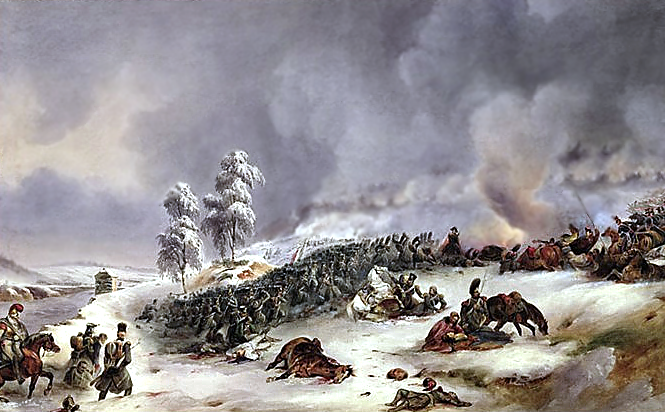
Le 33e régiment en carré dans la bataille de Krasnoï à neuf heures du matin. Peinture de Jean-Antoine-Siméon Fort

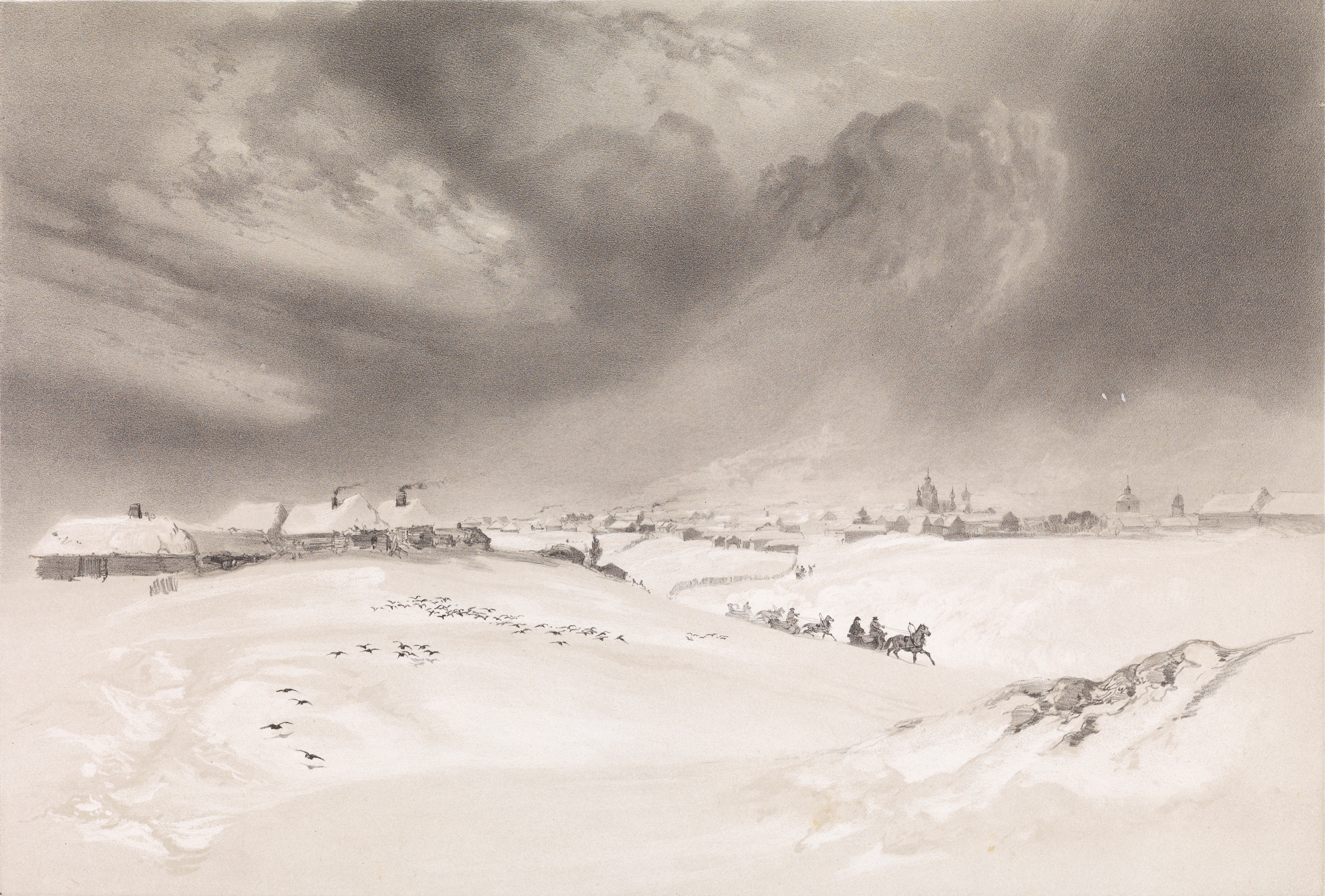
Vue à Krasnoï par Barthélemy Lauvergne 1840)

Mi-novembre, le régiment se distingue à la bataille de Krasnoï, où il est décimé. L’arrière-garde du corps de Davout, composée des chasseurs du 33e régiment néerlandais, subit des attaques incessantes de la part des Cosaques, cuirassiers et fantassins russes. Progressivement encerclé et à court de munitions, le régiment forma des carrés défensifs et parvint à repousser les premières attaques. Cependant, lors de la troisième charge russe, les soldats furent pris au piège, entraînant la destruction complète du régiment, avec seulement 72 survivants. Presque tous les hommes restants furent massacrés au sabre ou à la baïonnette par des Russes en furie. Ce n’est que grâce aux supplications de certains officiers du 33e auprès des officiers russes que le massacre prit fin. Cette perte marqua la fin de la bataille de Krasnoï, comme l’ont noté Clausewitz et Georges de Chambray.

### Hambourg
Les restes du régiment sont via Chełmno, Kostrzyn nad Odrą, Przemków déménagé à Erfurt, où ils se sont reformés en 2e bataillon. Au corps d'observation de l'Elbe et celles de 1813 et 1814 au 1er corps de la Grande Armée, et durant le siège de Hambourg lors de la campagne d'Allemagne,.
Après le retour du roi de France, le 33e régiment d'infanterie légère est dissous par l'ordonnance royale du 12 mai 1814 et ses éléments distribués :
- Les 1er, 2e, 3e et 4e bataillons sont versés dans le 3e régiment d'infanterie légère (régiment léger de Dauphin)[31].
- Les 5e et 6e bataillons sont versés dans le 68e régiment d'infanterie de ligne[32].

## Personnalités ayant servi au33eléger
- Geert Adriaans Boomgaard